# اسکادران ۲۶ تاکتیک‌های ویژه
اسکادران ۲۶ تاکتیک‌های ویژه (انگلیسی: 26th Special Tactics Squadron) یکی از واحدهای تاکتیک‌های ویژه فرماندهی عملیات‌های ویژه نیروی هوایی ایالات متحده آمریکا است.